# Folly (havekunst)
Folly (plur. follies; dårskaber, "påfund", ofte anvendt som 'garden follies' er et engelsk udtryk der inden for havekunsten bruges om de påfund i form af forskellige former for 'havearkitektur' eller 'installationer' som man placerede rundt om især i de romantiske haveanlæg der udviklede sig med inspiration fra den engelske landskabshave.
Det kunne være templer, pyramider, søjler, steler, obelisker, pavilloner, forskellige slags hytter, fx 'norske', 'schweiziske', kinesiske ('kineserier'), eremitboliger, grotter, ruiner, kanalsystemer, broer, kildevæld, vandfald, udsigtsplatforme, tårne, gravsteder, gravhøje, urner, mindestøtter.

## Eksempler

### Storbritannien

#### England
- Ashton Memorial, Lancaster
- Beckford's Tower, Somerset
- Blaise Castle, Bristol
- Broadway Tower, The Cotswolds
- Bettison's Folly, Hornsea
- Black Castle Public House, Bristol
- Brizlee Tower, Northumberland
- Browne's Folly, Bathford, Somerset
- The Cage at Lyme Park, Cheshire
- The Castle at Roundhay Park, West Yorkshire
- Chilton Priory, Somerset
- Clavell Tower, Dorset
- Conygar Tower, Dunster, Somerset
- Cranmore Tower, Cranmore, Somerset
- Culloden Tower, Richmond, North Yorkshire
- Faringdon Folly, Faringdon, Oxfordshire
- Flounders' Folly, Shropshire
- Forbidden Corner, North Yorkshire
- Freston Tower, angiveligt Englands ældste folly, nær Ipswich, Suffolk
- Garrick's Temple to Shakespeare, Hampton
- Gothic Tower ved Goldney Hall, Bristol
- The Great Pagoda, Kew Gardens, London
- Hadlow Tower, Hadlow, Kent
- Hardwick Hall Country Park, County Durham indeholder adskillige restaurerede follies
- Hawkstone Park, follies and gardens in Shropshire
- Hiorne's Tower, Arundel Castle, West Sussex
- Horton Tower, Dorset
- King Alfred's Tower, Stourhead, Somerset
- Lund's Tower, Sutton-in-Craven, North Yorkshire
- Luttrell's Tower, Fawley, Hampshire
- Mow Cop Castle, Staffordshire
- Old John, Bradgate Park, Leicestershire
- Painshill, Cobham, Surrey, anlagt have fra 1700-tallet med flere follies, nogle er moderne rekonstruktioner
- Penshaw Monument, Penshaw, Sunderland
- Pelham's Pillar, Caistor, North Lincolnshire
- Perrott's Folly, Birmingham
- Pope's Grotto, Twickenham, South West London
- Prospect Tower, Calstock, Cornwall
- Racton Monument, West Sussex
- Rogers' TowerLudgvan
- The Ruined Arch at the Royal Botanic Gardens, Kew, London
- Rushton Triangular Lodge, Northamptonshire (1500-tallet)
- Severndroog Castle, Shooter's Hill, south-east London
- Sham Castle, Bathwick Hill, Bath, Somerset[2]
- Sledmere Cross har form som et Eleanor Cross og er en 'folly' der blev ombygget til et mindesmærke for første verdenkrig
- Solomon's Temple, Buxton, Derbyshire
- Stainborough Castle, South Yorkshire
- Staunton Country Park har to follies overlevet frem til i dag
- Stowe School har adskillige follies
- Sway Tower, New Forest
- Tattingstone Wonder, nær Ipswich, Suffolk
- Wainhouse Tower, verdens højeste folly, Halifax, West Yorkshire
- Wentworth Woodhouse, Wentworth, South Yorkshire
- Wilder's Folly, Sulham, Berkshire
- Williamson Tunnels, probably the largest underground folly in the world, Liverpool
- Wimpole’s Folly, Cambridgeshire

#### Skotland
- The Caldwell Tower, Lugton, Renfrewshire
- Captain Frasers Folly (Uig Tower) Isle of Skye
- Dunmore Pineapple, Falkirk
- Hume Castle, Berwickshire
- Kinnoull Hill Tower, Perth
- McCaig's Tower, Oban, Argyll and Bute
- National Monument, Edinburgh
- Shaw Monument, Prestwick
- The Temple nær Castle Semple Loch, Renfrewshire

#### Wales
- Clytha Castle, Monmouthshire
- Derry Ormond Tower, Ceredigion
- Folly Tower ved Pontypool
- Paxton's Tower, Carmarthenshire
- Portmeirion, kendt for at være lokationen for adskillige tv-produktioner inklusive serien The Prisoner
- Gwrych Castle, Conwy County Borough